# Польовий Сундир
Польовий Сунди́р (рос. Полевой Сундырь, чув. Хирти Сĕнтĕр) — присілок у складі Комсомольського району Чувашії, Росія. Адміністративний центр Польовосундирського сільського поселення.
Населення — 205 осіб (2010; 232 у 2002).
Національний склад:
- чуваші — 97 %